# Monte Plata (kommun)
Monte Plata är en kommun i Dominikanska republiken.   Den ligger i provinsen Monte Plata, i den östra delen av landet, 30 km nordost om huvudstaden Santo Domingo. Antalet invånare i kommunen är cirka 47 000.